# Étienne Nicolas Méhul
Étienne Nicolas Méhul (Givet, 22 de junio de 1763-París, 18 de octubre de 1817) fue un compositor francés; el primer compositor en ser calificado de romántico.
Algunas de sus obras fueron transcritas para piano por su contemporáneo Hyacinthe Jadin.

## Vida

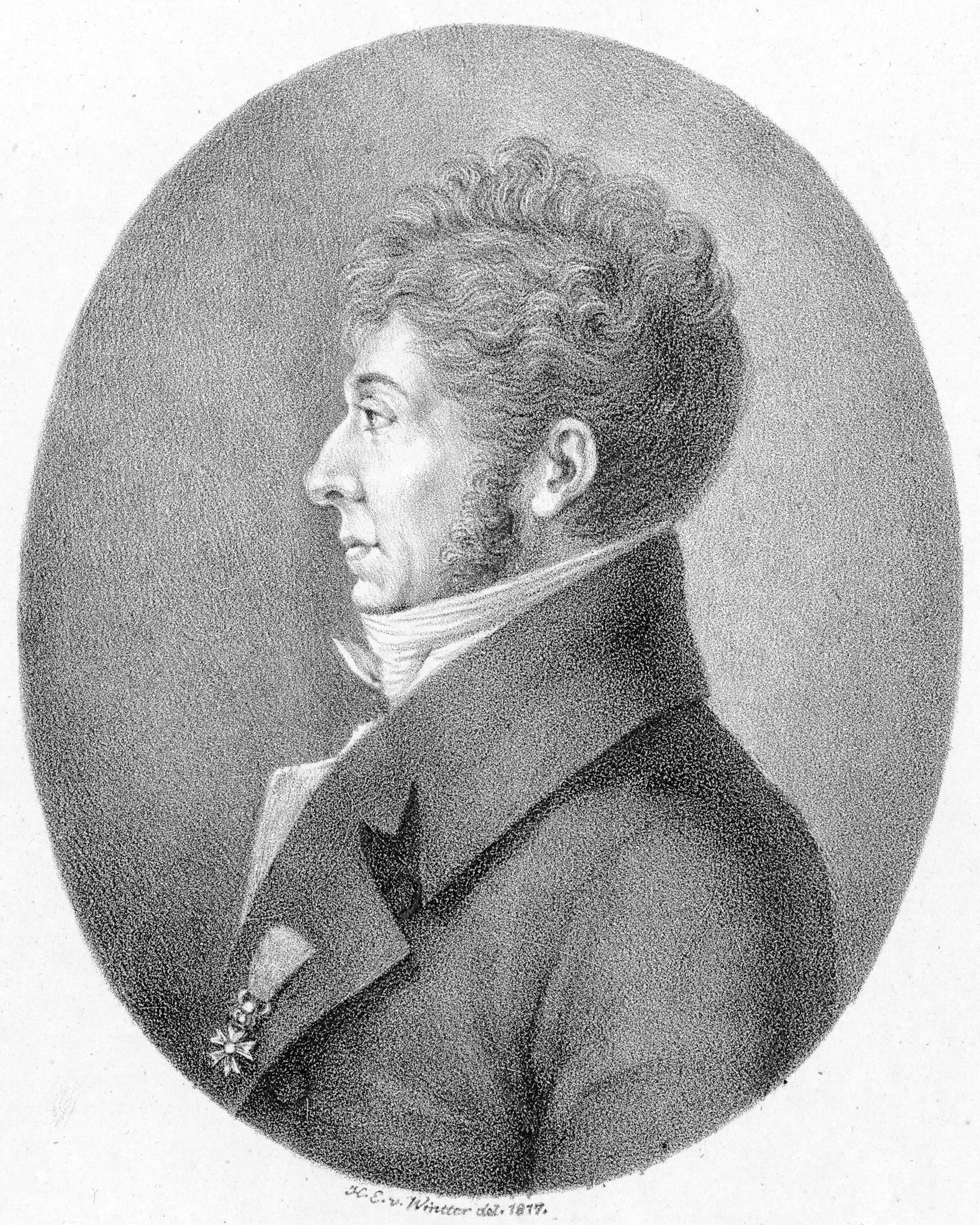
Méhul por Winter

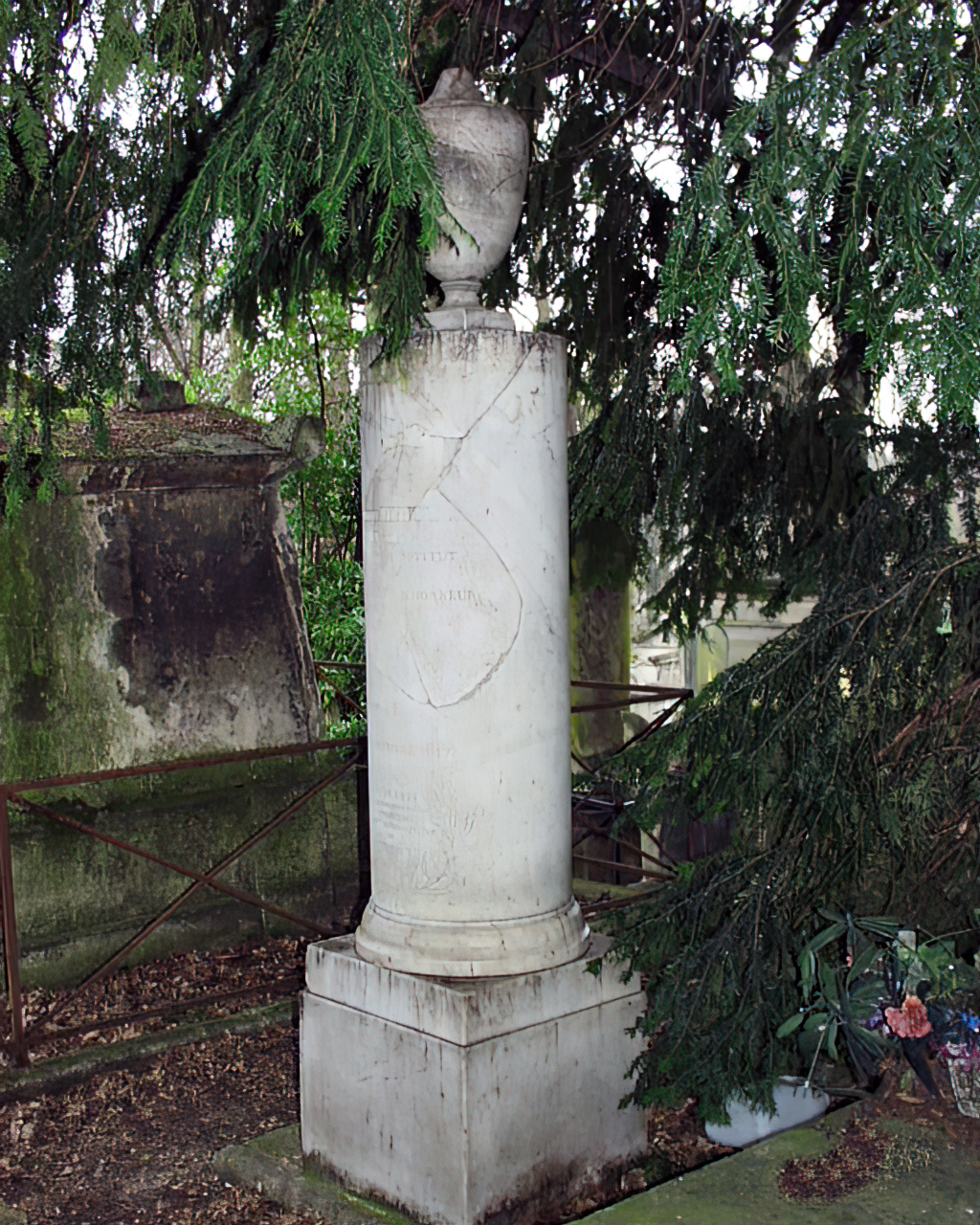
Su tumba en París

Méhul nació en Givet en las Ardenas de Jean-François Méhul, un comerciante de vinos, y su esposa Marie-Cécile (nacida Keuly). Sus primeras lecciones de música procedieron de un organista local ciego, pero tenía aptitudes innatas y fue enviado a estudiar con un músico y organista alemán, Wilhelm Hanser, en el monasterio de Lavaldieu, a pocos kilómetros de Givet. Aquí Méhul desarrolló su amor por las flores que duró durante toda su vida.
En 1778 o 1779 viajó a París y comenzó a estudiar con Jean-Frédéric Edelmann, un intérprete de la clave y amigo del ídolo de Méhul, Christoph Willibald von Gluck. La primera composición publicada de Méhul fue un libro de piezas para piano en 1783. También arregló aires de óperas populares y hacia fines de la década de 1780 había comenzado a pensar en una carrera de ópera para sí mismo.
En 1787, el escritor Valadier le ofreció a Méhul uno de sus libretos, Cora, que había sido rechazado por Gluck en 1785. La Académie royale de musique (Opéra de París) puso la obra de Méhul, bajo el título Alonzo et Cora, en ensayo en junio de 1789. Sin embargo, los ensayos fueron abandonados el 8 de agosto, probablemente porque la Opéra había sufrido graves dificultades financieras a lo largo de la década de 1780 por la Revolución, y la ópera no se estrenó hasta 1791. Mientras tanto, Méhul encontró un colaborador ideal en el libretista François-Benoît Hoffman, quien proporcionó el libreto a la primera de las óperas de Méhul que se representará, Euphrosine. Su estreno en 1790 fue un gran éxito y marcó al compositor como un nuevo talento. También fue el comienzo de su larga relación con el teatro Comédie Italienne (que pronto pasará a llamarse Opéra-Comique).
A pesar del fracaso de Cora en 1791 y la prohibición de Adrien por razones políticas al año siguiente, Méhul consolidó su reputación con obras como Stratonice y Mélidore et Phrosine. Durante la Revolución Francesa, Méhul compuso muchas canciones patrióticas y piezas de propaganda, la más famosa de las cuales es el Chant du départ. Méhul fue recompensado al convertirse en el primer compositor nombrado en el recién fundado Institut de France en 1795. También ocupó un puesto como uno de los cinco inspectores del Conservatorio de París. Mehul estaba en términos amistosos con Napoleón y se convirtió en uno de los primeros franceses en recibir la Legión de Honor.
El éxito operístico de Méhul no fue tan grande en la primera década del siglo diecinueve como lo fue en la década de 1790, aunque obras como Joseph (1807) se hicieron famosas en el extranjero, particularmente en Alemania. El fracaso de su ópera Les amazones en 1811 fue un duro golpe y virtualmente terminó su carrera como compositor para el teatro. A pesar de su amistad con Napoleón, la posición pública de Méhul sobrevivió intacta en la transición a la Restauración Borbónica. Sin embargo, el compositor estaba gravemente enfermo de tuberculosis y murió el 18 de octubre de 1817. [6] Su tumba está en el cementerio Père Lachaise, cerca de la tumba del compositor belga, François Joseph Gossec.
En 1797 Méhul adoptó a su sobrino de siete años, el compositor Joseph Daussoigne-Méhul, y a su hermano menor. Jugó un papel importante en la educación y carrera musical de su sobrino; contándolo entre sus alumnos en el Conservatorio de París. Después de su muerte, Daussoigne-Méhul completó su ópera inacabada Valentine de Milan que se estrenó en la Opéra-Comique en 1822. También escribió nuevos recitativos para su ópera Stratonice en 1821 para un reestreno de esa obra en París.

## Música

### Óperas
La contribución más importante de Méhul a la música fueron sus óperas. Dirigió la generación de compositores que surgió en Francia en la década de 1790, que incluía a su amigo y rival Luigi Cherubini y su enemigo absoluto Jean-François Le Sueur. Méhul siguió el ejemplo de las óperas que Gluck había escrito para París en la década de 1770 y aplicó las "reformas" de Gluck a la opéra comique (un género que mezclaba la música con el diálogo hablado y que no tenía necesariamente un carácter "cómico"). Pero empujó la música en una dirección más romántica, mostrando un mayor uso de la disonancia y un interés en los estados psicológicos como la ira y los celos, presagiando así a los compositores románticos posteriores como Weber y Berlioz. De hecho, Méhul fue el primer compositor en ser llamado romántico; un crítico usó el término en La chronique de Paris el 1 de abril de 1793 cuando revisó la obra de Méhul Le jeune sage et le vieux fou.
La principal preocupación musical de Méhul era que todo debería servir para aumentar el impacto dramático. Como su admirador Berlioz escribió:
   "[Méhul] estaba completamente convencido de que en la música verdaderamente dramática, cuando la importancia de la situación merece el sacrificio, el compositor no debería dudar entre un efecto musical bastante extraño al personaje escénico o dramático, y una serie de acentos que son ciertos, pero no producen ningún placer superficial. Estaba convencido de que la expresividad musical es una flor preciosa, delicada y rara, de exquisita fragancia, que no florece sin cuidado y que el aliento puede marchitarse; que no reside solo en la melodía, sino que todo concuerda con crearla o destruirla: melodía, armonía, modulación, ritmo, instrumentación, la elección de registros profundos o altos para las voces o instrumentos, un tempo rápido o lento y los varios grados de volumen en el sonido emitido."
Una forma en que Méhul aumentó la expresividad dramática fue experimentar con la orquestación. Por ejemplo, en Uthal, una ópera ambientada en las Tierras Altas de Escocia, eliminó los violines de la orquesta, reemplazándolos con los sonidos más oscuros de las violas para agregar color local. La chasse du jeune Henri de Méhul ofrece un ejemplo más humorístico, con su sección de cornos expandida que retrata a los sabuesos que aúllan, así como las llamadas de caza. (Sir Thomas Beecham programó frecuentemente esta pieza para exhibir la sección de viento de la Real Filarmónica).
Las obras clave de Méhul de la década de 1790 fueron Euphrosine, Stratonice, Mélidore et Phrosine y Ariodant. Ariodant, aunque fue un fracaso en su estreno en 1799, ha sido elogiada por los críticos. Elizabeth Bartlet la llama "el mejor trabajo de Mehul de la década y un punto culminante de la ópera Revolucionaria". Se trata de la misma historia de pasión y celos que la ópera Ariodante de 1735 de Händel. Como en muchas de sus otras óperas, Mehul hace uso de un dispositivo estructural llamado "motivo de reminiscencia", un tema musical asociado con un personaje o idea particular en la ópera. Este dispositivo anticipa los leitmotifs en los dramas musicales de Richard Wagner. En Ariodant, el motivo de la reminiscencia es el cri de fureur ("grito de furia"), que expresa la emoción de los celos.
Alrededor de 1800, la popularidad de tales dramas tormentosos comenzó a decaer, reemplazada por una moda hacia las opéra comiques más ligeras de compositores como François-Adrien Boieldieu. Además, el amigo de Mehul, Napoleón, le dijo que prefería un estilo de ópera más cómico. Como corso, el bagaje cultural de Napoleón era italiano, y le encantaba la ópera buffa de compositores como Paisiello y Cimarosa. Méhul respondió con L'irato ("El hombre enojado"), una comedia de un acto estrenada como obra del compositor italiano "Fiorelli" en 1801. Cuando se convirtió en un éxito inmediato, Méhul reveló el engaño que había interpretado. Méhul también continuó componiendo obras en una vena más seria. Joseph, basado en la historia bíblica de José y sus hermanos, es la más famosa de estas óperas posteriores, pero su éxito en Francia fue efímero. En Alemania, sin embargo, ganó muchos admiradores a lo largo del siglo XIX, incluido Wagner.

### Sinfonías y otras obras
Además de óperas, Méhul compuso una serie de canciones para los festivales de la República (a menudo encargados por el emperador Napoleón), cantatas y cinco sinfonías en los años 1797 y de 1808 a 1810.
La Primera sinfonía de Mehul (1808) se destaca por su estado de ánimo disonante y violento, y ha sido comparada con la Sinfonía n.º 5 de Beethoven, escrita en el mismo año. Inspirándose en las obras más angustiadas de Haydn y Mozart, como las Sinfonías Sturm und Drang de Haydn y más tarde Sinfonías de París de 1785-86 y la Sinfonía n.º 40 de Mozart (K.550, 1788), fue reestrenada en uno de los conciertos de Felix Mendelssohn con la Orquesta de la Gewandhaus de Leipzig en 1838 y 1846 ante un público que incluía a Robert Schumann, quien quedó impresionado por la pieza. (En el momento de escribir esta pieza, solo las Sinfonías n.º 1 y 2 de Beethoven [1799/1800 y 1802] se habían presentado en Francia).
Sus otras sinfonías también siguieron modelos alemanes y austriacos. Comentando después del estreno de su primera sinfonía, señaló: "Entendí todos los peligros de mi empresa, preví la cautelosa bienvenida que los melómanos brindarían a mis sinfonías. Tengo la intención de escribir nuevas para el próximo invierno y trataré de escribirlas ... para acostumbrar gradualmente al público a pensar que un francés puede seguir a Haydn y Mozart a distancia ".
Una quinta sinfonía nunca se completó: "porque la desilusión y la tuberculosis se hicieron sentir", en palabras de David Charlton. Las Sinfonías n.º 3 y 4 solo fueron redescubiertas por Charlton en 1979. Entrevistado el 8 de noviembre de 2010 en el programa Today de la BBC Radio 4, el Profesor Charlton dijo que la Cuarta Sinfonía de Méhul fue la primera en emplear el principio cíclico.

## Obra

### Música instrumental
6 Sonatas para piano-forte (1783 et 1788).

### Música sinfónica
Ouverture burlesque (1794).
Ouverture pour instruments à vent (1794).
4 Sinfonías (1808-1810).

### Música vocal
Chant du départ (1794).
Chant des Victoires (1794).
Messe Solennelle pour soli, chœurs et orgue (1804).
Chant du retour pour la Grande Armée (1808).
Chant lyrique pour l'inauguration de la statue de Napoléon (1811).

### Ballets
Le Jugement de Pâris (1793).
La Dansomanie (1800).
Les Amazones ou la Fondation de Thèbes.

### Óperas
Euphrosine et Corradin ou le Tyran corrigé (1790)
Alonzo et Cora (1791)
Adrien.
Stratonice (1792)
Le Jeune sage et le vieux fou (1793)
Horatius Coclès (1794)
Le Congrès des rois (1794)
Mélidore et Phrosine (1794)
Doria ou La Tyrannie détruite (1795)
La Caverne (1795)
Le Jeune Henri (1797)
Le Pont de Lodi (1797)
La Taupe et les papillons (1797-1798; no estrenada)
Adrien (1799)
Ariodant (1799)
Epicure (1800)
Bion (1800)
L'Irato ou l'Emporté (1801)
Une Folie (1802)
Le trésor supposé ou Le danger d'écouter aux portes (1802)
Joanna (1802)
Héléna (1803)
Le Baiser et la quittance ou Une aventure de garnison (1803)
L'Heureux malgré lui (1803)
Les deux Aveugles de Tolède (1806)
Uthal (1806)
Gabrielle d'Estrées ou Les Amours d'Henri IV (1806)
Joseph (1807)
Valentine de Milan (1807-1808)
Les Troubadours, ou La Fête au château (1810)
Les Amazones ou La Fondation de Thèbes (1811)
Sésostris (1812)
Le Prince troubadour ou Le Grand Trompeur de dames (1813)
L'Oriflamme (1814)
La Journée aux aventures (1816)